# Sinners (film fra 1920)
Sinners er en amerikansk stumfilm fra 1920 af Kenneth Webb.

## Medvirkende
- Alice Brady som Mary Horton
- Agnes Everett som Mrs. Horton
- Augusta Anderson som Hilda Newton
- Lorraine Frost som Polly Gary
- Nora Reed som Saidee
- James Crane som Bob Merrick
- William T. Carleton som Horace Worth
- Frank Losee som William Morgan
- Crauford Kent som Dr. Simpson
- Robert Schable som Joe Garfield